# Derbeta
Derbeta é um gênero de mariposa pertencente à família Crambidae.